# Puccinia graminis
La roya o roya negra (Puccinia graminis) es una especie de hongo que produce una enfermedad que afecta a diversos granos de cereal. Una epidemia de roya en el trigo causada por la raza Ug99 se encuentra actualmente en dispersión a través de África, Asia y más recientemente el Medio Oriente y es motivo de gran preocupación a causa del gran número de personas que dependen del trigo para su subsistencia. La cepa fue designada por el país en la cual se la identificó (Uganda) y el año de su descubrimiento (1999). Se propagó por Kenia, Etiopía, Sudán, Yemen y luego Irán, volviéndose cada vez más contagiosa. Los científicos están trabajando en el desarrollo de cepas de trigo que sean resistentes al UG99.  Sin embargo, el trigo es cultivado en un rango muy variado de medios ambientes.  Lo cual significa que los programas de desarrollo aún tienen por delante un gran desafío en obtener cepas que sean resistentes a los germoplasmas con adaptaciones regionales.

## Biología
Existe una considerable diversidad genética entre las especies de P. graminis y se han identificado varias formas especiales, forma specialis, que dependen de la naturaleza del grano afectado.
- Puccinia graminis f. sp. avenae, avenaexao
- Puccinia graminis f. sp. dactylis
- Puccinia graminis f. sp. lolii
- Puccinia graminis f. sp. poae
- Puccinia graminis f. sp. secalis, centenosao, cebada
- Puccinia graminis f. sp. tritici, trigo, cebadaerna

## Patología
El hongo de la roya ataca las partes de la planta que se encuentran por encima del suelo. Las esporas se depositan en las plantas de trigo verde donde forman una pústula que invade las capas exteriores del tallo. El sitio infectado es un síntoma visible de la enfermedad. En aquellos casos en que la enfermedad se ha manifestado sobre el tallo o la hoja, se desarrollan ampollas o pústulas elípticas denominadas uredia. Las plantas infectadas producen menor cantidad de tallos secundarios y consecuentemente menos semilla, y en casos de infecciones severas la planta puede llegar a morir.
Los picnios o espermagonios por lo general se forman en la cara superior de las hojas de Berberis vulgaris, y la aecia se forma entre 5 a 7 días luego de la fertilización de los mismos en la cara inferior de la hoja, directamente debajo de cada espermagonio fertilizado.

## Ug99
Ug99, la designación de TTKS, es una raza de la roya negra (Puccinia graminis tritici).
Es del tipo virulento en la gran mayoría de las variedades de trigo.
A diferencias de otras royas, que solo afectan de manera parcial el rendimiento de las cosechas, el UG99 puede afectar la totalidad de una cosecha y resultar en la pérdida total de la misma, por ejemplo en Kenia recientemente esta roya destruyó el 80% de la cosecha.

El brote fue detectado inicialmente en Uganda en 1999 y se ha diseminado a través de las tierras altas del Este de África.  En enero del 2007, las esporas volaron hasta Yemen, y hacia el norte hasta Sudán. En marzo del 2007, la FAO anunció su preocupación por la llegada de la enfermedad a Irán de acuerdo a lo que informaron las autoridades iraníes.

## Historia
Los hongos antecesores de la roya negra han infectado a los pastos por millones de años y a las cosechas de cereales desde que el hombre comenzó a cultivar. Según Jim Peterson, profesor de cultivo del trigo y genética en la Universidad Estatal de Oregón, "La roya negra destruyó más del 20% de las cosechas de trigo de Estados Unidos varias veces entre 1917 y 1935, y las pérdidas durante la década de  1950 dos veces alcanzaron al 9% de la cosecha," la última infección en Estados Unidos ocurrió en  1962 destruyendo el 5.2% de la cosecha.

## Nombres comunes
- anublo, niebla de los cereales.[6]
- chahuiztle.[7]